# Xihuicalco
Xihuicalco är en ort i Mexiko.   Den ligger i kommunen Chicontepec och delstaten Veracruz, i den sydöstra delen av landet, 200 km nordost om huvudstaden Mexico City. Xihuicalco ligger 496 meter över havet och antalet invånare är 330.
Terrängen runt Xihuicalco är kuperad. Runt Xihuicalco är det ganska tätbefolkat, med 56 invånare per kvadratkilometer. Närmaste större samhälle är Xochiatipan de Castillo, 17,3 km sydväst om Xihuicalco. Trakten runt Xihuicalco består till största delen av jordbruksmark.